# Obnovlenka
Obnovlenka (en rus: Обновленка) és un poble (un possiólok) de l'óblast de Saràtov, a Rússia, segons el cens del 2010 tenia 33 habitants. Pertany al districte municipal de Mokroús.